# Regierung Bang
Die Regierung Bang (dän. regeringen Bang) unter Premierminister P. G. Bang war vom 12. Dezember 1854 bis zum 18. Oktober 1856 die dänische Regierung. Amtierender König war Friedrich VII.
Die Regierung war die siebte dänische Regierung seit der Märzrevolution. Bang selbst übernahm den neugeschaffenen Posten eines „Ministers für die gemeinsamen inneren Angelegenheiten der Monarchie“, der später von der Regierung Rotwitt wieder abgeschafft wurde.
Die Regierung Bang bestand aus folgenden Ministern:
- Premierminister: P.G. Bang bis zum 12. Oktober 1855, danach Konseilspräsident
- Außenminister:

W.H.B. Scheel-Plessen bis zum 15. Januar 1855, danach
L.N. Scheele
- Finanzminister: C.C.G. Andræ
- Innenminister:

P.G. Bang bis zum 18. Februar 1856, danach
C.F. Simony bis zum 4. Juni 1856, danach
I.J. Unsgaard
- Justizminister:

A.W. Scheel bis zum 15. Januar 1855, danach
C.F. Simony
- Minister für Kirche und Unterrichtswesen: C.C. Hall
- Kriegsminister:

M. Lüttichau bis zum 25. Mai 1856, danach
C.C. Lundbye
- Marineminister: O.W. Michelsen
- Minister für die gemeinsamen inneren Angelegenheiten der Monarchie: P.G. Bang ab dem 16. Oktober 1855
- Minister für Schleswig:

P.G. Bang bis zum 13. Dezember 1854, danach
H.I.A. Raasløff bis zum 18. Februar 1856, danach
C.C. Hall bis zum 18. Juni 1856, danach
F.H. Wolfhagen
- Minister für Holstein und Lauenburg: L.N. Scheele

## Quelle
- Statsministeriet: Regeringen Bang